# Herbert S. Green
Herbert („Bert“) Sydney Green (* 17. Dezember 1920 in Ipswich; † 16. Februar 1999 in Adelaide) war ein britisch-australischer theoretischer Physiker.

## Leben
Green studierte Mathematik am Royal College of Science und machte 1941 seinen Bachelorabschluss mit Bestnoten am Imperial College of Science and Technology, London. Seine Lehrer waren unter anderem Sydney Chapman und William Penney. Im Zweiten Weltkrieg war er 1941 bis 1945 als Offizier im Meteorologischen Dienst der Royal Air Force. Danach ging er an die University of Edinburgh, wo er 1947 in Physik bei Max Born promoviert wurde (Ph. D., A General Kinetic Theory of Liquids), danach ICI Fellow war und 1949 nochmals promovierte (D. Sc., A unitary quantum electrodynamics). 1949/50 war er am Institute for Advanced Studies in Princeton und 1950/51 am Dublin Institute for Advanced Studies (bei Erwin Schrödinger). Von 1951 bis zu seiner Emeritierung 1985 war er Professor für Mathematische Physik an der University of Adelaide und zeitweise Dekan der Mathematischen Fakultät. Er war unter anderem Gastprofessor an der University of Florida, der Michigan State University und der University of Arizona.
Mit Max Born arbeitete er in statistischer Physik, speziell kinetischen Gleichungen für Gase und Flüssigkeiten. Die BBGKY-Hierarchie, ein Integro-Differentialgleichungssystem, das jeweils die Phasenraum-Verteilungsfunktion einer Gruppe von {\displaystyle n} wechselwirkenden Teilchen aus einer großen Gesamtheit von {\displaystyle N} Teilchen mit der {\displaystyle (n+1)}-Teilchen-Verteilungsfunktion verknüpft, ist hier nach beiden sowie nach J. Yvon (1935), John G. Kirkwood (1946) und Nikolai Nikolajewitsch Bogoljubow (1946) benannt. Ausgangspunkt des Formalismus ist die klassische Liouville-Gleichung. Green erweiterte die Behandlung auch auf den quantenmechanischen Fall mit Anwendungen in flüssigem Helium.
Er befasste sich auch unter anderem mit Kernphysik, kosmischer Höhenstrahlung, Elementarteilchenphysik und Quantenfeldtheorie und allgemein mit den Grundlagen der Quantenmechanik sowie mit Plasmaphysik (teilweise in Zusammenarbeit mit Roy Leipnik). Später wandte er sich der Funktionsweise des Gehirns zu. Nach Green haben quantenmechanische Prozesse Einfluss auf fundamentale Informationsverarbeitungsprozesse im Gehirn, das somit als eine Art Quanten-Turingmaschine einzuordnen ist. Er schrieb darüber zwei Bücher.
Green befasste sich auch mit Umweltphysik wie der Ausbreitung von Schadstoffen, was auch zu einer Konfrontation mit der australischen Provinzregierung 1984 führte, da Green Gefahren für die Umwelt in einer geplanten petrochemische Fabrik am Spencer-Golf sah und dies auch im Fernsehen vertrat. Das Projekt wurde später aufgegeben.
1954 wurde er Fellow der Australian Academy of Science. 1974 bis 1976 war er Präsident der Australian Mathematical Society. Außerdem war er Mitglied der Royal Zoological Society of South Australia und des Australian Institute of Physics.
Er war seit 1951 verheiratet und hatte zwei Kinder.

## Schriften
- Information theory and quantum physics: physical foundations for understanding the conscious process, Springer Verlag 2000
- mit Terry Triffet Sources of Consciousness, World Scientific 1997
- mit Max Born A general kinetic theory of liquids, Cambridge University Press 1949
- The molecular theory of fluids, North Holland 1952, Reprint Dover 1969
- Molecular theory of fluids in Seeger, Temple (Hrsg.) Research Frontiers in Fluids Mechanics, Interscience 1965
- mit C. A. Hurst Order-disorder phenomena, Interscience 1964
- Matrix methods in quantum mechanics, Noordhoff 1965 (Vorwort Max Born)
  - deutsch: Quantenmechanik in algebraischer Darstellung, Springer Verlag, Heidelberger Taschenbücher, 1966 (auch 1968 ins Russische übersetzt und 1980 ins Japanische)
- Structure of Liquids, in Structure of Liquids, Encyclopedia of Physics/Handbuch der Physik, Band 10, Springer Verlag 1960, S. 1–133
- mit Roy  B. Leipnik Sources of Plasma Physics, Wolters-Noordhoff 1970